# Elaphria unisignata
Elaphria unisignata är en fjärilsart som beskrevs av Walker 1856. Elaphria unisignata ingår i släktet Elaphria och familjen nattflyn. Inga underarter finns listade i Catalogue of Life.